# Honcharivske
Honcharivske (ucraniano: Гончарівське) es un sélyshche de Ucrania perteneciente al raión de Chernígov de la óblast de Chernígov.
En 2022, la localidad tenía una población de 3289 habitantes. Es sede de un municipio que incluye dieciséis pueblos que añaden otros dos mil quinientos habitantes a la población: Vorobyký, Budyshche, Vasýleva Huta, Vorójivka, Zhéved, Kozerogui, Lebedivka, Liský, Lisne, Mazhúhivka, Máksym, Slabyn, Smolyn, Sokolivka, Jatylova Huta y Yakúbivka.
Fue fundado por la Unión Soviética en 1953, como un asentamiento para instalaciones militares. El diseño del pueblo y de las instalaciones fue dirigido por Vasili Chuikov. En su origen se pretendía usarla como una "ciudad militar modelo" para los países del Pacto de Varsovia. La localidad se desmilitarizó en 1986, y en 1990 fue reclasificada como asentamiento de tipo urbano. El municipio actual se formó inicialmente en 2016, mediante la fusión del ayuntamiento urbano de Honcharivske (que hasta entonces no tenía pedanías) con los vecinos consejos rurales de Zhéved y Smolyn; entre 2018 y 2020 se fueron añadiendo otros consejos rurales hasta formar el actual término municipal.
Se ubica unos 30 km al suroeste de Chernígov, al oeste de la carretera R69 que lleva a Kiev.